# Estadio Las Gaunas
 (janvier 2019).
Si vous disposez d'ouvrages ou d'articles de référence ou si vous connaissez des sites web de qualité traitant du thème abordé ici, merci de compléter l'article en donnant les références utiles à sa vérifiabilité et en les liant à la section « Notes et références ».
Le Stade Las Gaunas ou aussi Municipal Las Gaunas est un stade de football situé dans la ville de Logroño, dans la province de La Rioja, en Espagne. Il a été inauguré le 28 février 2002 et il appartient à la mairie de Logroño. Lors de la saison 2020/21, les deux clubs de la ville qui l'utilisent sont l'UD Logroñés, alors en Liga Adelante, et l'EDF Logroño de la Ligue Féminine Iberdrola. L'occupation de Las Gaunas sera revue pour la saison suivante en raison de la montée de la SD Logroñés. 
Comme en 2009 puis entre 2012 et 2018, les deux équipes masculines de la ville occuperont donc le même stade.

## Inauguration
Le Stade Les Gaunas a été inauguré le 28 février 2002 à l'oocassion d'une rencontre amicale entre le Club Sportif Logroñés et le Deportivo Alavés, alors en Première Division. Le résultat a été de 2 à 1 en faveur des locaux et le premier but a été inscrit dès la 17e minute par Víctor Moraux. Le stade a fait le plein avec 16 000 personnes.
Le premier match officiel a été disputé le 3 mars 2002 et il face à Saragosse B, pour le compte de la 27e journée du groupe II de la deuxième division B de la saison 2001-2002. Le résultat a été de 0 à 1 en faveur des visiteurs.

## Histoire
Le vieux Stade des Gaunas est situé sur plusieurs fermes au sud de Logroño, propriétés des sœurs Gaona. Ces « terrains des Gaonas », par déformation, c'est devenu « terrains des Gaunas », donnant le nom au stade.
Le 15 juin 1924 a été inauguré avec un match face entre le CD Logroño et l'équipe française de la Vie au grand air du Médoc. Le résultat a été de 3 à 0 et le premier but il l'a marqué le de La Rioja Ramón Castroviejo.
Tout au long de son histoire, le stade a connu divers agrandissements et rénovations, qui sont venus compléter la tribune centrale. En 1957 a été ajoutée la tribune sud.

## Rencontres internationales
La sélection espagnole a disputé trois rencontres à Logroño, un match amical en 2002 et deux rencontres officielles, dans le cadre des éliminatoires du championnat d'Europe 2012 et des éliminatoires du Championnat d'Europe 2016.